# Славко Лабовић
Славко Лабовић (Колашин, 17. новембар 1962) дански је глумац српског поријекла, те предсједник Удружења Срба у Данској и српски активиста у овој земљи.

## Биографија
Славко Лабовић је рођен 17. новембра 1962. године у планинском градићу Колашину у Црној Гори у осмочланој породици црногорских Срба. Када је имао пет година, његова породица се преселила у Данску, гдје су добили стан у стамбеном комплексу у Балерупу, малом градићу на истоку Данске.
Лабовић је одрастао у предграђу Копенхагена, гдје је завршио основну школу и гимназију. Након тога, похађао је студија медицине, чиме је стекао звање медицинског техничара у психијатрији. До 1999. године радио је као преводилац у Црвеном крсту Данске, те у „Заводу за избеглице Данске“ и у неколико општина у поменутој држави. Радио је и као педагог у омладинској установи, али и као шеф обезбјеђења једне копенхагенске дискотеке.
Његов први филм је акциони трилер „Дилер“, где се окушао као глумац и био запажен од људи из кинематографије. Потом је снимио „У Кини једу псе“, филм редитеља Ласе Спанг Олсена. Ту је и трилогија „Дилер“. Од домаћих филмова, играо је у филму Срдана Голубовића „ Апсолутних сто“.
Осим по глуми, у Данској је познат и као просрпски активиста . Лабовић је и предсједник Удружења Срба у Данској, а пажњу данске јавности је привукао са низом контроверзних изјава о бившем предсједнику Републике Српске, Радовану Караџићу.
Био је учесник и ријалитија Велики брат ВИП 5 из 2013. године.

## Филмографија
| Улоге Славка Лабовића |                               |                |                   |          |
| Година                | Српски назив                  | Изворни назив  | Улога             | Напомена |
| 1996.                 | Дилер                         |                | Радован           |          |
| 1999.                 | У Кини једу псе               |                | Ратко             |          |
| 2001.                 | Апсолутних сто                |                |                   |          |
| 2001.                 | Џоли Роџер                    |                | пират (статиста)  |          |
| 2002.                 | Стари мушкарци у новим аутима |                | Ратко             |          |
| 2004.                 | Добри полицајац               |                | вођа српске банде |          |
| 2005.                 | Дилер 3                       |                | Радован           |          |
| 2010.                 | Празна бурад                  |                | Лео               |          |
| 2010.                 | Мајсторски наступ             |                | Борис             |          |
| 2012.                 | Мали велики дечко             |                |                   |          |
| 2012.                 | Излазак из таме               |                | Гордо             |          |
| 2014.                 |                               |                |                   |          |
| 2016.                 | Убице мог оца                 | Убице мог оца  | Срле              |          |
| 2018.                 | Пет                           | Пет            | ћелави            |          |
| 2021.                 | Беса                          | Беса           | лик из затвора    |          |
| 2023.                 | Олуја                         | Олуја          | командир ХВ       |          |
| 2024.                 | Воља синовљева                | Воља синовљева |                   |          |